# アローバ
アローバ (arroba) は、スペイン・ポルトガルおよびラテンアメリカで使用された伝統的な質量または体積の単位である。単位記号として「@」が用いられ、現在でもスペイン語とポルトガル語でアットマーク (@) はarrobaと呼ばれる。
名称はアラビア語で「4分の1」を意味するar-rubʿ (الربع) に由来する。

## 質量の単位
質量の単位としての本来の定義は、4分の1キンタル、すなわち25リーブラである。スペインでは地域によって異なる値のアローバが用いられた。例えば、カスティーリャでは11.502キログラム、アラゴン州では12.5キログラム、カタルーニャでは約10.4キログラムである。スペインでは1849年以降メートル法を採用しているため、現在のアローバは公式の単位ではない。しかし、特に農産物の計量には現在でも使用されている。バレンシアではオレンジの計量に用いられており、その値は約13キログラムである。
ポルトガルおよびブラジルでは1キンタルは128アラテル (arrátel) であり、1アローバ = 4分の1キンタル = 32アラテル、すなわち約14.7キログラムだった。現在では15キログラムに丸めて用いられる。

## 体積の単位
アローバは、液体の体積（容積）の単位としても用いられる（液量単位）。その値は、地域によって、また量る対象となる液体の種類によって10 - 16リットルの幅がある。例えば、カスティーリャでは石油12.563リットルが1アロバである。アンダルシア州、エストレマドゥーラ州、カスティーリャ＝ラ・マンチャ州ではワインの計量に用いられている。